# 2074 Шумейкер
2074 Шумейкер (2074 Shoemaker) — астероїд головного поясу, відкритий 17 жовтня 1974 року.
Тіссеранів параметр щодо Юпітера — 3,906.
Названо на честь американського планетолога Юджина Шумейкера